# Грачич
Грачич (словен. Gračič) — поселення в общині Зрече, Савинський регіон, Словенія. 
Висота над рівнем моря: 451,8 м.